# Cita Lovrenčič Bole
Cita Lovrenčič Bole, slovenska medicinska sestra, babica in urednica, * 5. september 1917,  Sodražica, † 23. maj 1986.

## Življenje in delo
Rodila se je v družini, ki je imela kmetijo in gostilno. Izmed osmih otrok jih je preživelo šest, Cita pa je bila med temi predzadnja. Ime je verjetno dobila po takratni avstro-ogrski kraljici Citi, ker so njenega očeta obtoževali protiavstrijskega stališča.
Po osnovni šoli v Sodražici je šla v meščansko nižjo šolo v Kočevje. V otroštvu je imela invalidno prijateljico, kar jo je morebiti nagovorilo k izbiri poklica – pomoč pri porodu in s tem preprečevanje zapletov. Pri 18 letih se je vpisala v šolo Rdečega križa za medicinske sestre v Beogradu, ki je poudarjala socialno zdravstvo in za prakso uvajala patronažno delo.
Kot članica komunistične partije Slovenije je bila politično aktivna že pred drugo svetovno vojno. 
Ko je Italija kapitulirala, je bila v Traniju, kamor je bila premeščena iz Benetk. S sojetnicami je pomagala pri ustanovitvi prekomorskih enot v taboriščih Carbonara in Gravina. Za pridružene je organizirala šolo maternega jezika. Sodelovala je pri organizaciji bolnišnice za ranjence, ki so jih prepeljali iz Jugoslavije, in pri izobraževanju zdravstvenih delavcev na okupiranem ozemlju Slovenije in Jugoslavije. Ko je se je 1944 vrnila v Slovenijo, je delala v Kočevskem Rogu v bolnišnici na Ajdovcu in kasneje na Planini.
Po tem ko je njen prvi partner med vojno umrl, se je poročila s prijateljem iz predvojnih let. Rodili sta se jima dve hčerki.
Leta 1950 je zamenjala službo na Ministrstvu za zdravstvo za Centralni higienski zavod v Ljubljani. Leta 1958 je spodbudila delovanje Komisije za prevencijo splavov in kontracepcijo. Prizadevala si je, da bi se otroci rojevali zaželeni in predvsem zdravi. Leta 1961 postala članica odbora za načrtovanje družine.
Od leta 1954 do 1961 je na njeno pobudo izhajala prva strokovna in informativna publikacija za medicinske sestre Medicinska sestra na terenu. Prispevki so bili pomembni v razvoju patronažne službe. V prvi številki je bila poudarjena pomembnost nenehnega izpopolnjevanja ter stik z materami in otroki. Po koncu izhajanja je nadaljevala z revijo Zdravstveni obzornik.
Njena dejavnost je k pisanju vabila tudi druge zaposlene v zdravstvu. Pozornost je bila sicer še naprej namenjena patronažnemu delu na terenu, čigar upokojene sodelavke so bile pri pisanju najbolj aktivne. To so bile poleg Cite še Hermina Andoljšek, Neda Anžlovar, Neža Jarnovič, Majda Musek, Bogdana Sevšek ...
Po vojni je prejela partizansko spomenico 1941. Leta 1971 je postala prva jugoslovanska prejemnica nagrade Florence Nightingale, ki ji ga je podelil Mednarodni komite Rdečega križa v Ženevi. Njena dejavnost je zmanjšala smrtnost novorojenčkov, dojenčkov in mater.
Leta 1988 je v Ljubljani v založbi Borec in v Kopru v založbi Lipa izšlo delo Prekomorke, v kateri je pisala o ženski partizanski četi, ustanovljeni v Italiji. Uvodno besedo je napisal Stane Bobnar, spremno besedo pa Vida Tomšič. Delo je v 2000 izvodih izšlo v zbirki Knjižna zbirka Sila spomina. Avtorica je še pred izidom umrla za pljučnim rakom.